# St. Gangolf (Trier)

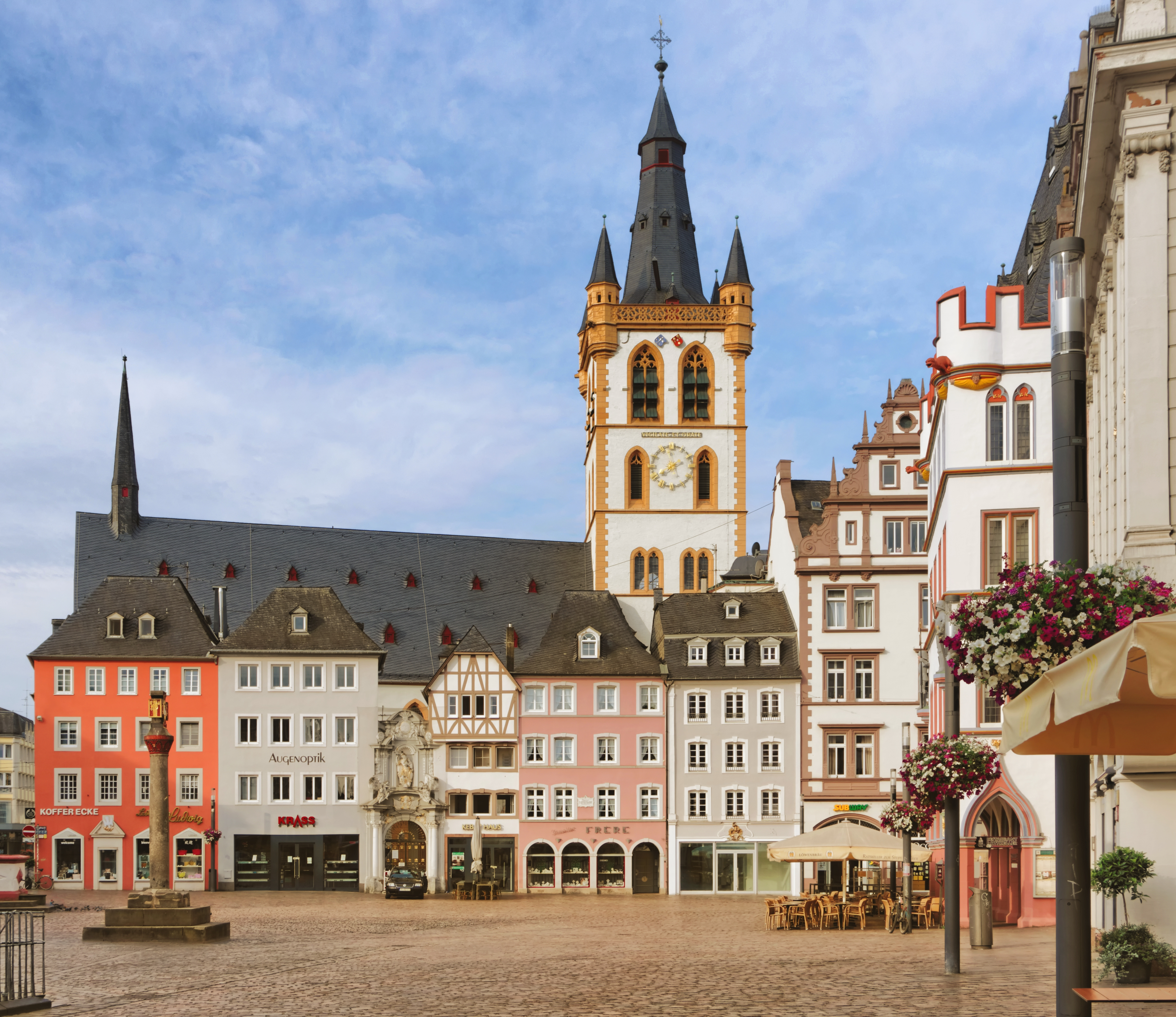
Hauptmarkt Trier mit St. Gangolf, von Häusern umgeben

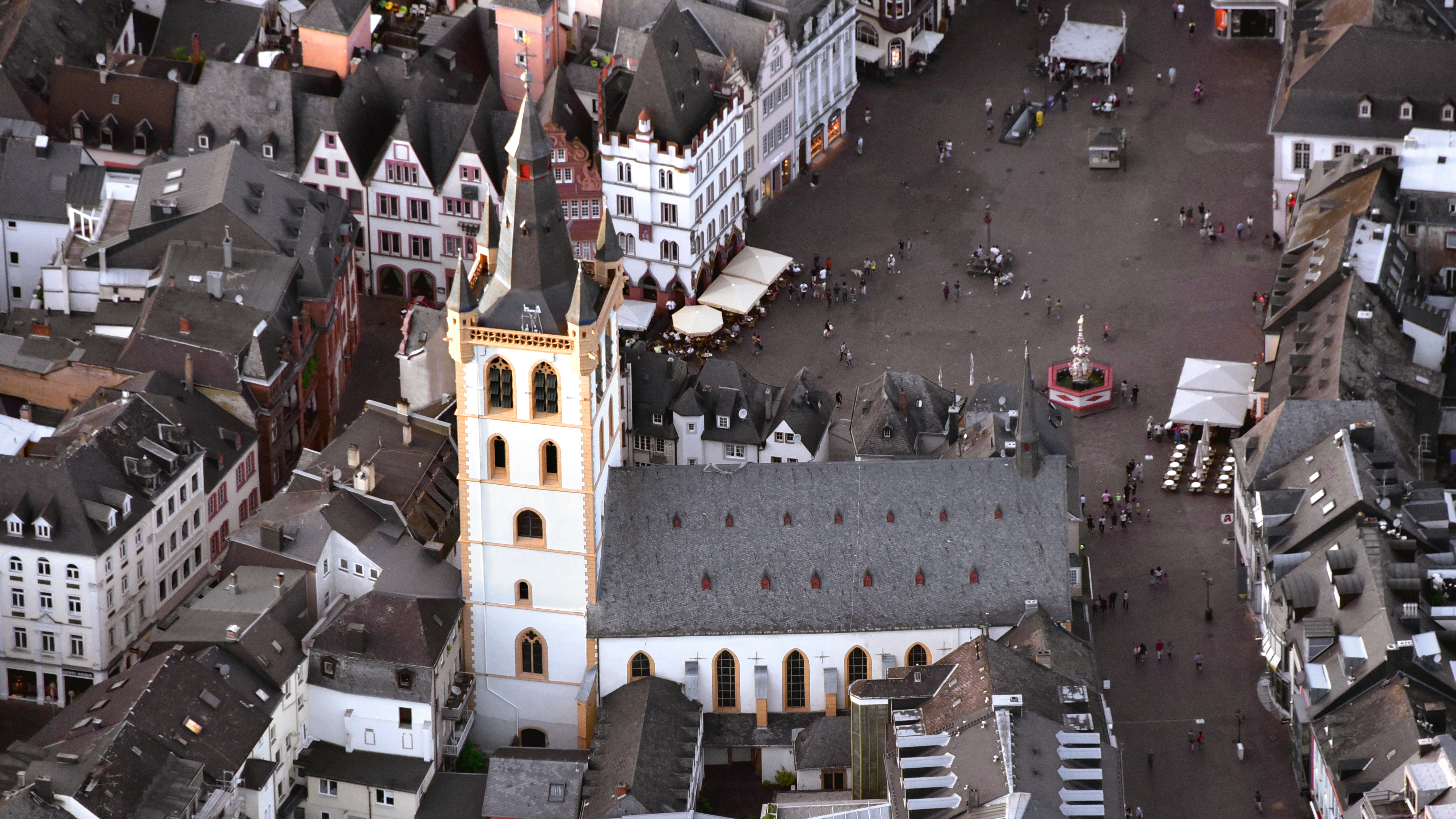
St. Gangolf, Luftaufnahme (2016)

St. Gangolf ist die zu Ehren des  heiligen Gangolf geweihte Markt- und Stadtkirche von Trier. Nach dem Trierer Dom ist sie der älteste Kirchenbau der Stadt. Sie steht hinter einer Häuserreihe südlich des Hauptmarkts. Das heutige Gebäude wurde im 15. Jahrhundert errichtet. Neben Dom und Liebfrauenkirche ist es eines der Wahrzeichen der Stadt.

## Geschichte

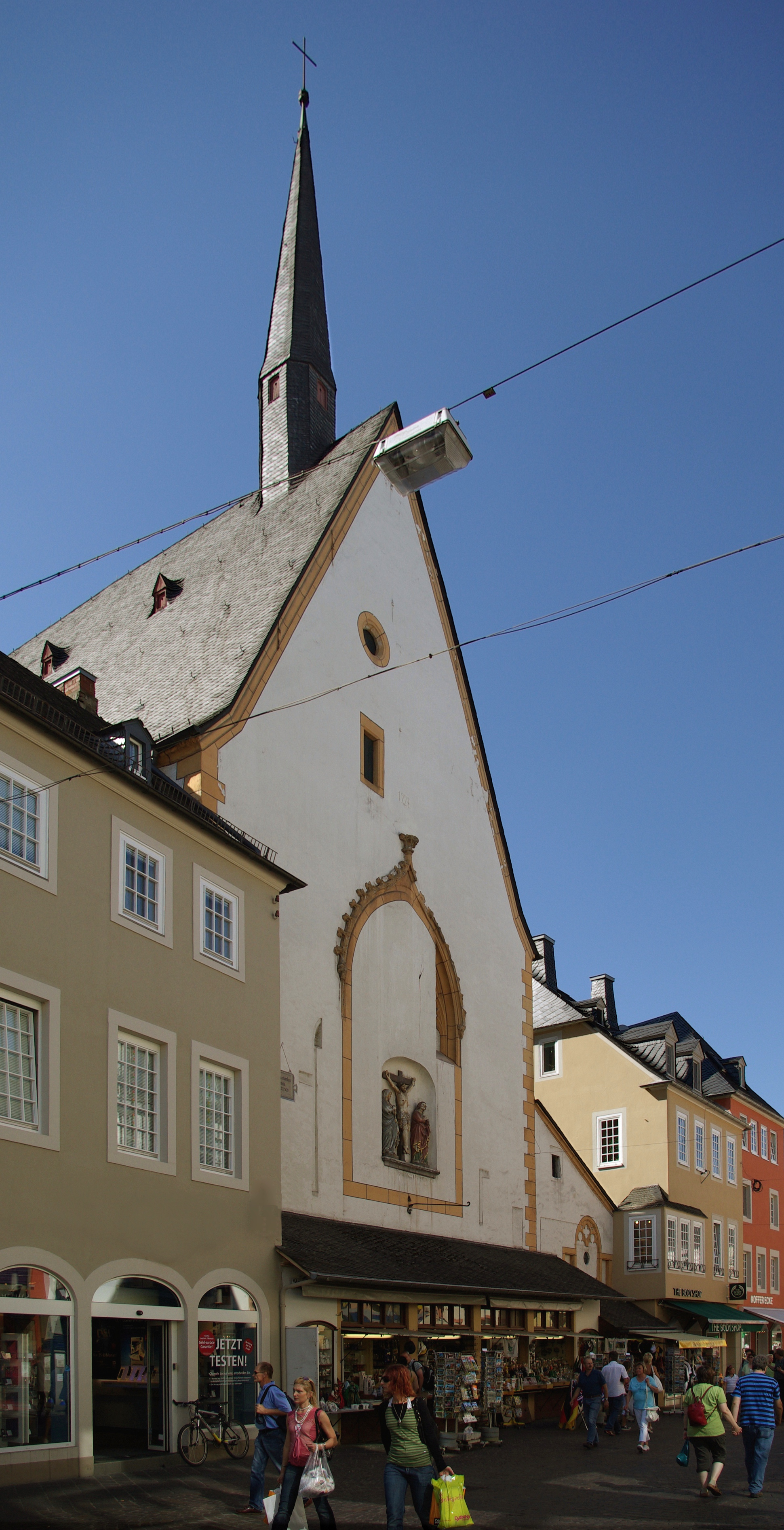
Ostseite mit „Gädemcher“
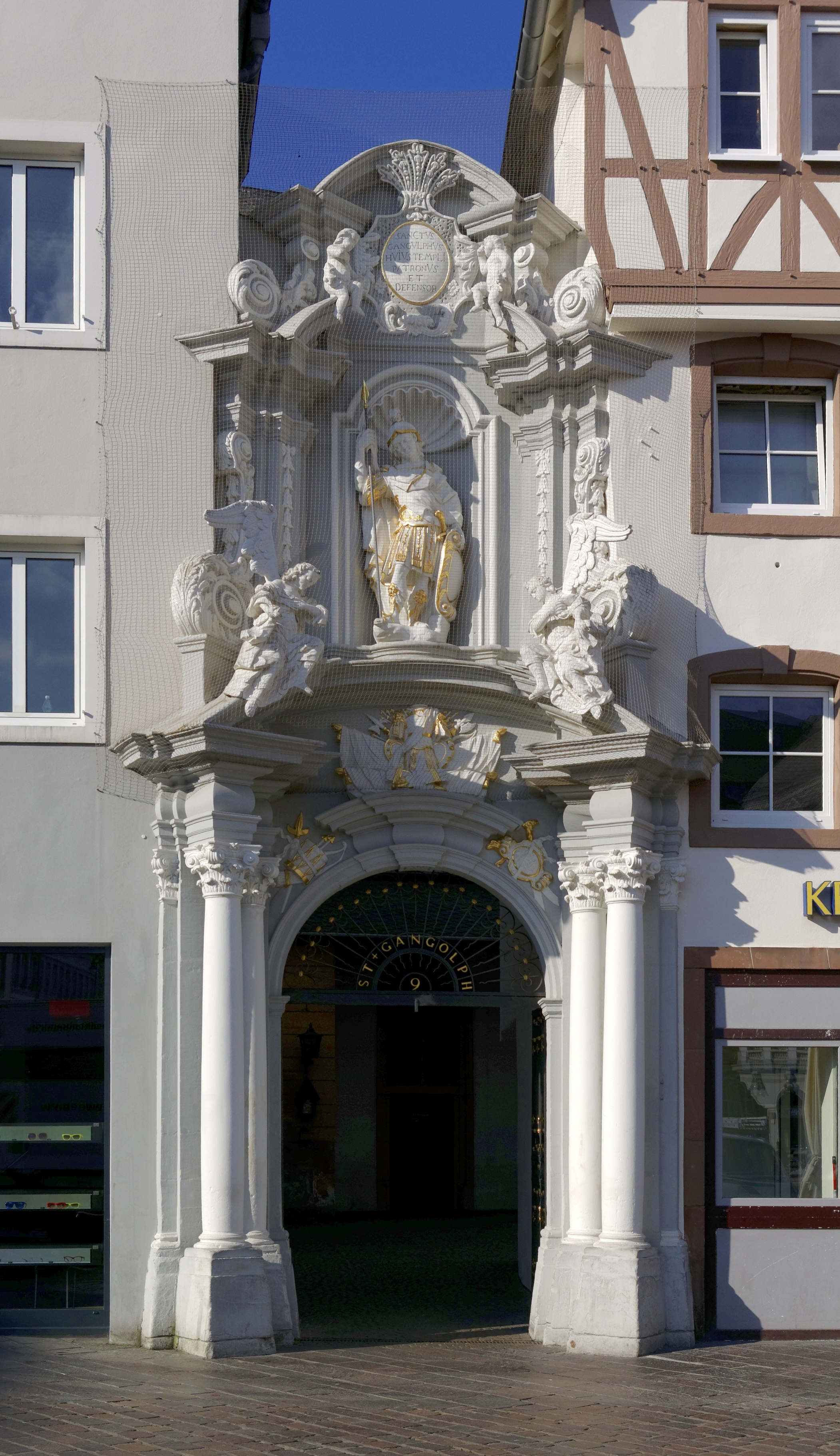
Barockportal
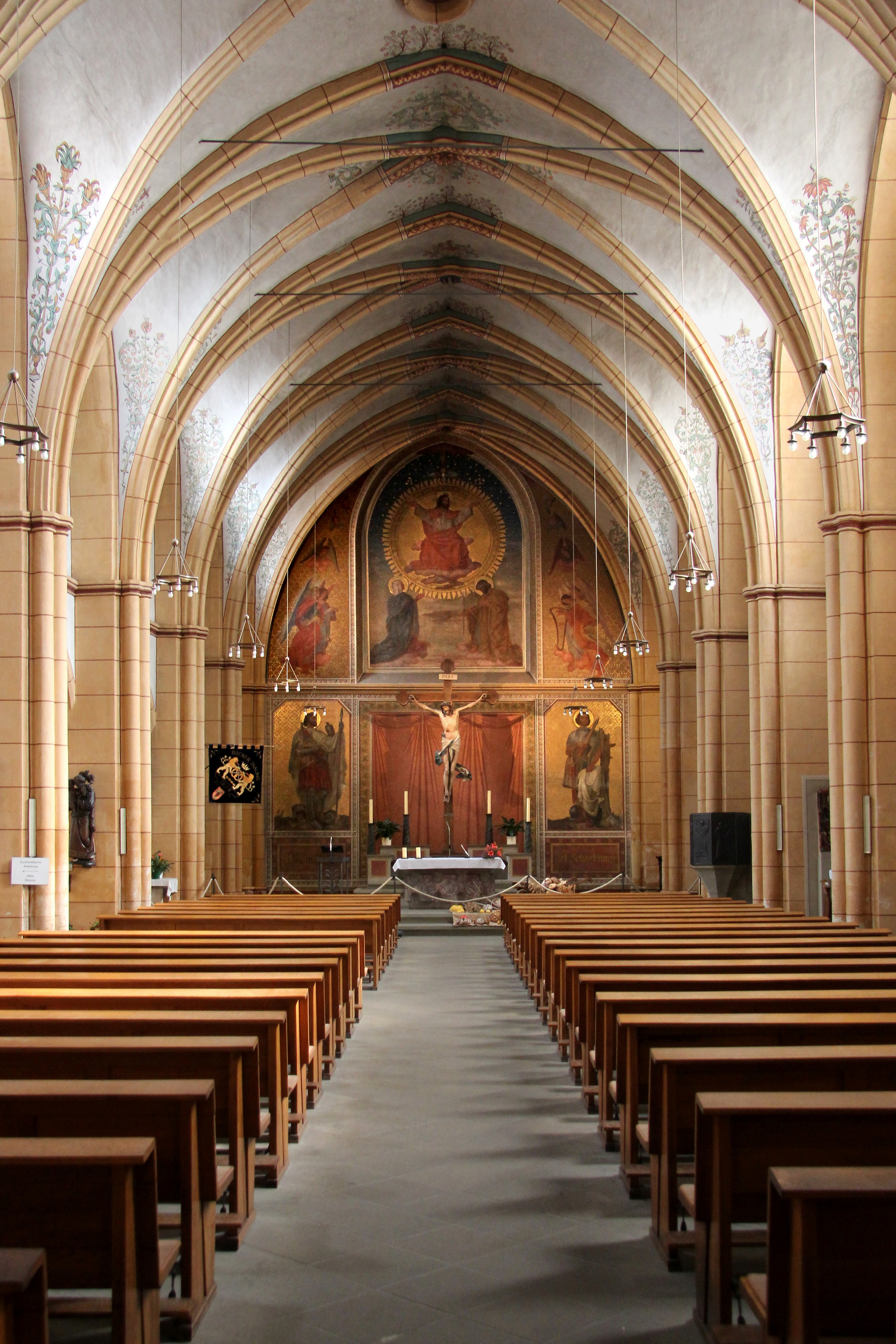
Mittelschiff (2012)
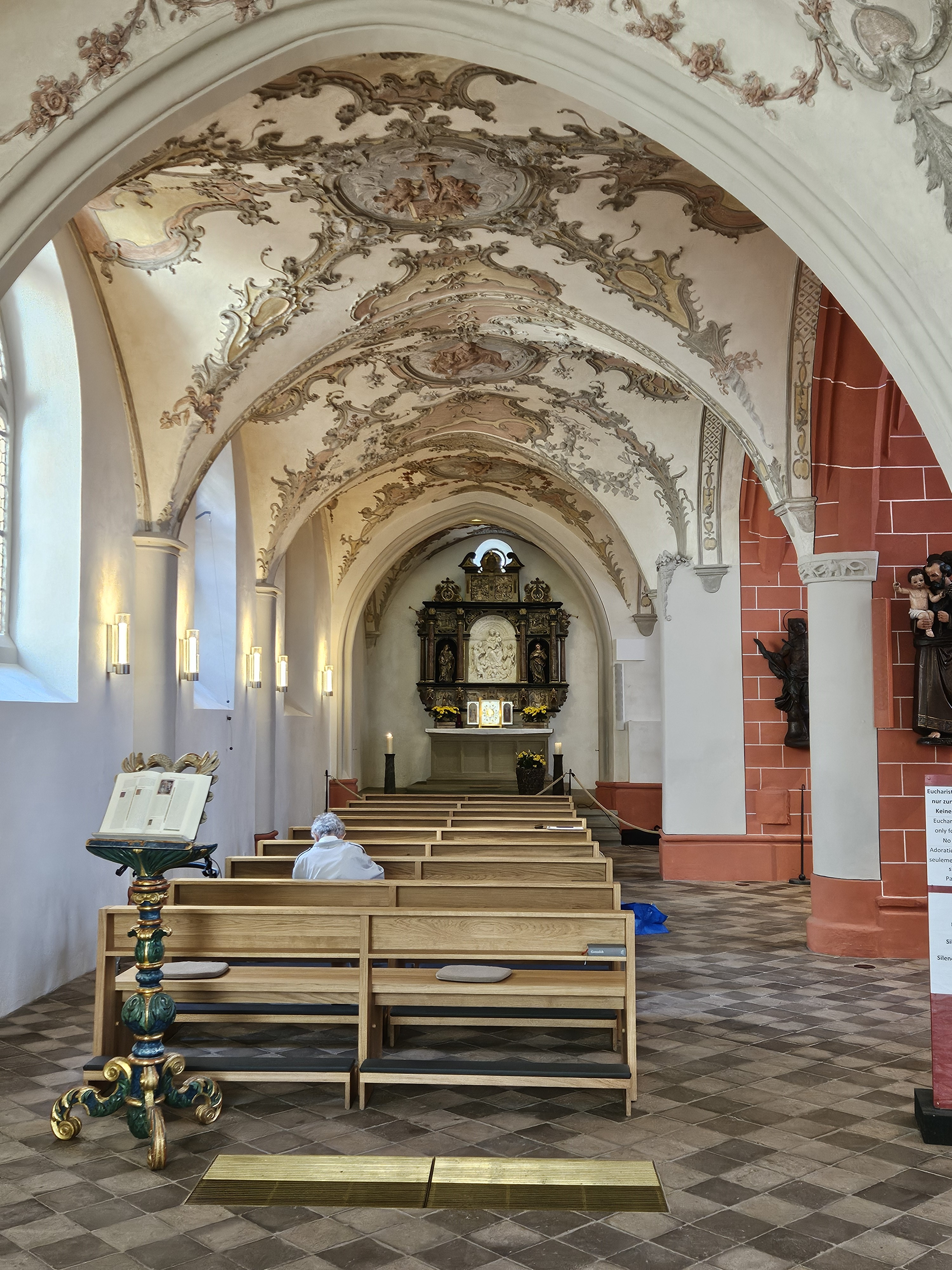
Seitenschiff

Die 958 errichtete erste Marktkirche wurde zwischen 1284 und 1344 durch einen Neubau ersetzt. Das heutige spätgotische Bauwerk ging aus einer um 1500 begonnenen Erneuerung hervor. Barocke Elemente wurden 1731 und 1746 hinzugefügt. Aus dem 19. Jahrhundert stammt die Ausmalung der Altarwand von August Gustav Lasinsky, sie ist das bedeutendste Denkmal nazarenischer Kunst in Trier. 
Die Kirche ist von jeher fast vollständig von Häusern umgeben und nur die Ostseite grenzt beinahe an eine Straße (Grabenstraße), doch selbst hier sind ebenerdig niedrige Geschäftsbuden, im Volksmund Gädemcher oder Gädemchen genannt, vorgebaut. Die Verkaufsstände gibt es bereits seit dem Mittelalter.
Der Haupteingang zur Kirche befindet sich im Fuß des Kirchturms und ist, genauso wie der Eingang im Seitenschiff, durch ein kleines Rokoko-Tor (1731/32 von dem Augustiner Joseph Walter geschaffen) vom Trierer Hauptmarkt aus zu erreichen. Dieser Portalbau ist zwischen zwei Häusern der vorgelagerten Häuserreihe errichtet. Über dem Torbogen steht in einer Muschelnische der heilige Gangolf mit Schild und Speer. Das Chronogramm im  Medaillon über der Statue lautet: „sanCtVs gangVLphVs hVIVs teMpLI patronVs et Defensor“ (Sankt Gangolf Patron und Beschützer des Tempels). Die übergroßen Buchstaben als römische Ziffern zusammengezählt C+V+V+L+V+V+I+V+M+L+I+V+D ergeben das Errichtungsjahr 1732.
Von Sommer 2020 bis Frühjahr 2023 wurde St. Gangolf umfangreich saniert und restauriert. Während dieser Zeit war die Kirche geschlossen. Am Ostermontag, 10. April 2023, wurde sie von Bischof Stephan Ackermann mit der Altarweihe feierlich wiedereröffnet. Anlass für die Generalsanierung war vom Dach aus eindringendes Wasser, das 2018 die Maßnahmen unumgänglich erscheinen ließ. Für Architekt Peter Berdi war der Außenbereich mit Instandsetzungs- und Erneuerungsarbeiten am Dachstuhl und an den Dachflächen sowie Steinmetzarbeiten am Naturstein, Putz- und Anstricharbeiten am wichtigsten. Auch im Innern der Kirche wurde der Putz saniert und ein neuer Anstrich aufgebracht. Die Säulen und die Gewölberippen, die lange Zeit in einem Gelbton gehalten waren, sind entsprechend gefundener Farbspuren der Origninalbemalung wieder in Rot mit weißen Fugenstrichen gestaltet.
Der gesamte Boden der Kirche wurde entfernt und nach historischem Vorbild tiefer gelegt. In Verbindung mit diesen Arbeiten stand auch ein Erneuerung der Heizungsanlage und der Bestuhlung.

## Ausstattung

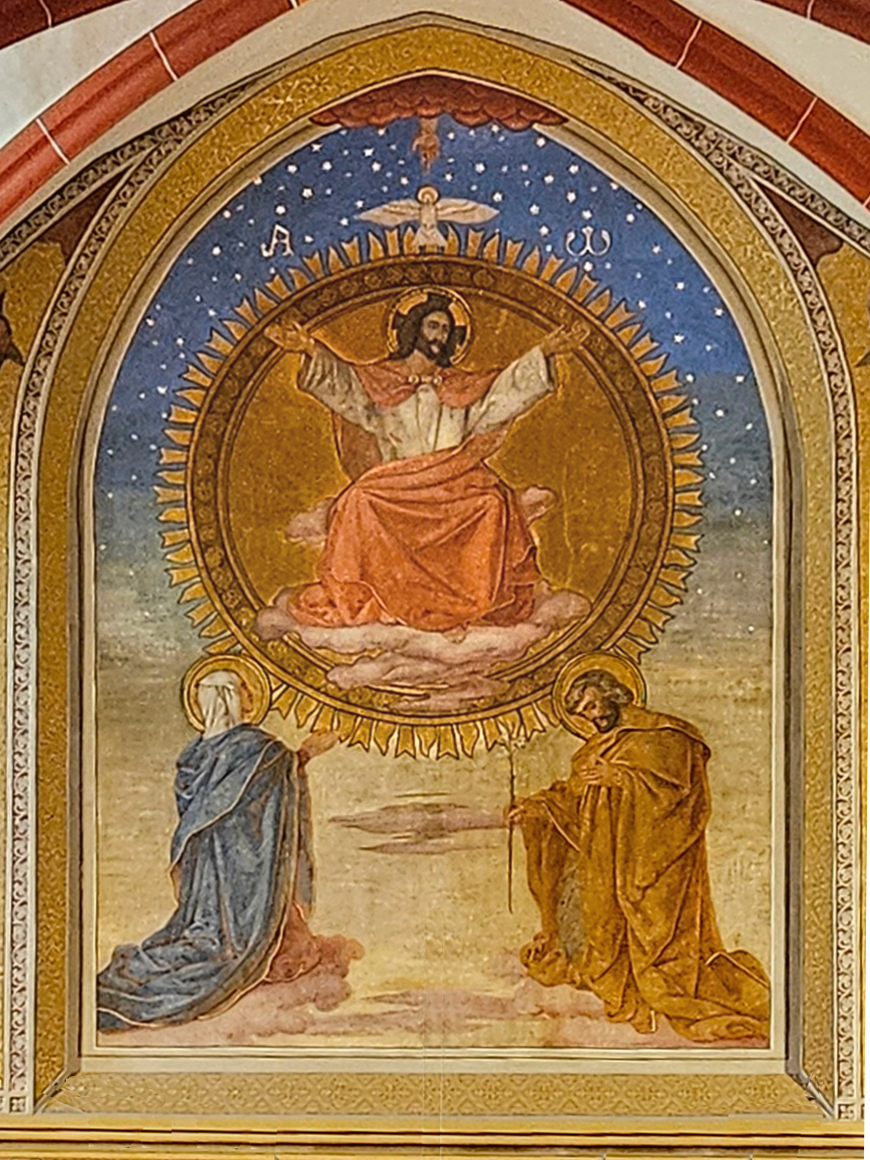
Detail des Freskos im Chor

### Altarraum und Fenster der Kirche
Im Zusammenhang mit der Sanierung wurde auch der Altarraum neu ausgestattet. Dazu war ein Künstlerwettbewerb ausgelobt worden, den der Entwurf von Hans Rams aus Niederbreitbach gewann. Er umfasst die Altarinsel mit Ambo, Altar und Sedilien sowie den Taufbereich im Seitenschiff. Die Fenster im Hauptschiff und im Seitenschiff, auf der Empore und im Turmeingang sind Werke der Maler Charles Crodel, Werner Persy (1959) und Jakob Schwarzkopf (1958). Crodel schuf in den Jahren 1966 und 1967 insbesondere die sogenannten Zunftfenster mit Darstellungen der Patrone der verschiedenen Innungen. Diese Verglasung war zur Restaurierung ausgebaut worden und wurde mit einer neuen Schutzverglasung wieder eingesetzt.

### Fresko im Chorabschluss
Die Ausmalung hinter dem Altar im Chorabschluss ist ein 115 Quadratmeter großes Fresko des Malers August Gustav Lasinsky aus der Zeit um 1850. Es gilt als eins der bedeutendsten Werke nazarenischer Monumentalmalerei, einer romantisch-religiösen Kunstrichtung des frühen 19. Jahrhunderts. Hoch oben in der Mitte des Gemäldes sitzt im spitzbogigen Hauptteil Christus segnend auf einer Wolkenbank in der goldenen Glorie des Himmels, darüber der Heilige Geist in Gestalt der Taube und die Hand Gottes. Links unter dem Glorienschein kniet Maria, die Gottesmutter, und blickt zu Jesus hinauf, rechts mit demütig gesenktem Kopf Josef von Nazareth, Jesu Pflegevater. Links und rechts neben diesem Bild sind Engel dargestellt. Im unteren Teil des Freskos steht links in prächtiger Ritterrüstung der heilige Gangolf, der Patron der Kirche, mit einem Modell des ihm gewidmeten Gotteshauses auf dem rechten Arm. Der Heilige ihm gegenüber ist Sebastian, Patron der 1461 gegründeten Trierer St.-Sebastianus-Schützenbruderschaft. Im Zuge einer umfassenden Renovierung der Kirche wurde 2022/23 das in der Vergangenheit mehrmals übermalte Fresko aufgearbeitet, sodass es wieder in seinen intensiven Farben erscheint. Restaurator war Daniel Braun.

### Grablegungsgruppe
Ein weiteres bedeutendes Kunstwerk in St. Gangolf ist die Grablegungsgruppe (Joh 19,38–42 ) aus der Mitte des 15. Jahrhunderts an der rechten Seite des Mittelschiffs. Dort hat es seit den 1930er-Jahren seinen Platz; vorher war es an der südlichen Außenwand angebracht. Wahrscheinlich kam die Gruppe zu Beginn des 19. Jahrhunderts aus der abgerissenen Trierer Laurentiuskirche in der Nähe der Konstantinbasilika nach St. Gangolf. Die Figurengruppe besteht neben den Leichnamtägern Josef von Arimathäa und Nikodemus sowie der liegenden Christusgestalt im Zentrum aus zwei Engeln mit den Marterwerkzeugen, Geißelsäule (links) und Kreuz (rechts) sowie im Hintergrund zwei nicht näher bezeichnete Frauen mit Salbgefäßen, die Gottesmutter Maria, gestützt von Johannes, sowie Maria Magdalena. Die Skulpturen sind aus unterschiedlichen Materialien gearbeitet, die Leichnamträger aus verhältnismäßig weichem  lothringischen Kalkstein, die Christusgestalt sowie die Figuren im hinteren Bereich aus dem witterungsbeständigeren Kordeler Sandstein. Das deutet darauf hin, dass das Kunstwerk von verschiedenen Bildhauern geschaffen wurde, die unterschiedlichen Stein bevorzugten. Die unterschiedliche Färbung der verschiedenen Gesteinsarten ist zu erkennen, seit die farbliche Fassung des Gesamtwerks bei einer Restaurierung um 1900 entfernt und nicht erneuert wurde. In der Zeit zwischen 2020 und 2024 war die Grablegungsgruppe ausgelagert und wurde von Thomas Lutgen erneut restauriert, wobei unter anderem sämtliche Finger und Nasen ergänzt wurden. Die farbliche Fassung stellte Lutgen nicht wieder her, weil nur noch winzige Reste der ursprünglichen Bemalung erhalten waren, die eine originalgetreue Wiederherstellung nicht zuließen. Rund drei Monate nahm die Restaurierung in Anspruch.

### Orgel

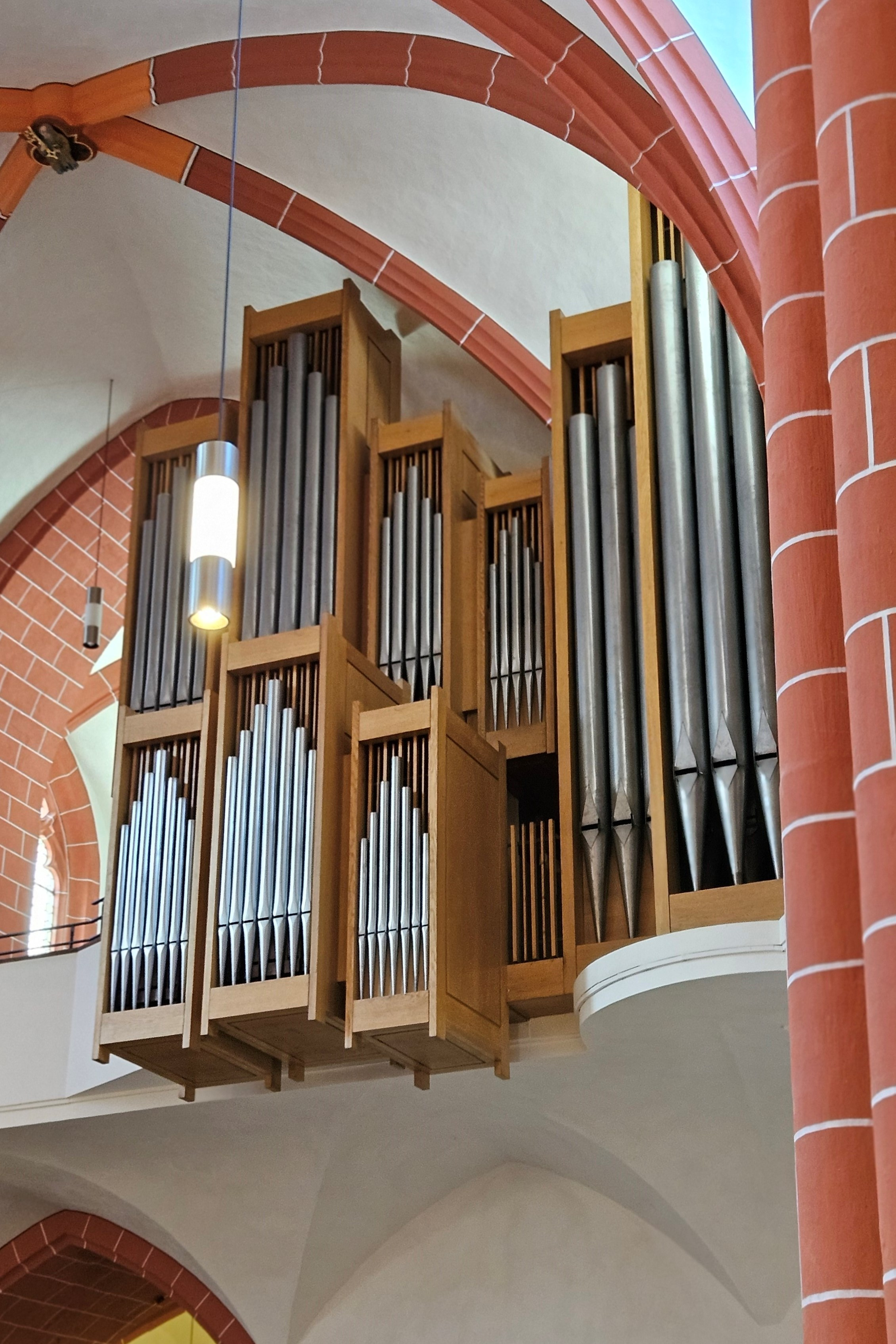
Klais-Orgel von 1972

Bereits zu Beginn des 17. Jahrhunderts hatte St. Gangolf eine einmanualige Orgel französisch-niederländischer Prägung, deren Erbauer unbekannt ist. 1829 wurde eine neue, zweimanualige Orgel im Barockstil geweiht, die von Franz Heinrich und Carl Stumm erbaut worden war. Diese Orgel wurde 1898 durch ein neues Instrument des Orgelbauers Breidenfeld ersetzt, das 1944 völlig zerstört wurde. 
Die heutige Orgel auf der Westempore von St. Gangolf erbaute 1972 die Orgelbauwerkstatt Johannes Klais (Bonn). Das Instrument hat 35 Register (Schleifladen). Die Spieltrakturen sind mechanisch, die Registertrakturen elektrisch.
| I Rückpositiv C–g3 |             |       |
| 1.                 | Holzgedackt | 8′    |
| 2.                 | Quintade    | 8′    |
| 3.                 | Principal   | 4′    |
| 4.                 | Spillflöte  | 4′    |
| 5.                 | Flageolett  | 2′    |
| 6.                 | Larigot     | 1 ⁄3′ |
| 7.                 | Scharff IV  |       |
| 8.                 | Rankett     | 16′   |
| 9.                 | Krummhorn   | 8′    |
|                    | Tremulant   |       |

| II Hauptwerk C–g3 |            |        |
| 10.               | Bordun     | 16′    |
| 11.               | Principal  | 8′     |
| 12.               | Gemshorn   | 8′     |
| 13.               | Oktav      | 4′     |
| 14.               | Nachthorn  | 4′     |
| 15.               | Nasard     | 2 ⁄3′  |
| 16.               | Superoktav | 2′     |
| 17.               | Terz       | 1 3⁄5′ |
| 18.               | Sifflet    | 1′     |
| 19.               | Mixtur IV  |        |
| 20.               | Trompete   | 8′     |
| 21.               | Clairon    | 4′     |

| III Schwellwerk C–g3 |                     |    |
| 22.                  | Rohrflöte           | 8′ |
| 23.                  | Fernflöte           | 8′ |
| 24.                  | Blockflöte          | 4′ |
| 25.                  | Principal           | 2′ |
| 26.                  | Cornett III (ab g0) |    |
| 27.                  | Vox humana          | 8′ |
|                      | Tremulant           |    |

| Pedal C–f1 |                  |     |
| 28.        | Principal        | 16′ |
| 29.        | Subbaß           | 16′ |
| 30.        | Oktav            | 8′  |
| 31.        | Koppelflöte      | 8′  |
| 32.        | Superoktav       | 4′  |
| 33.        | Rauschpfeife III |     |
| 34.        | Posaune          | 16′ |
| 35.        | Holztrompete     | 8′  |

- Koppeln: I/II, III/I, III/II, I/P, II/P, III/P
- Spielhilfen: sechs mechanische Setzerkombinationen

## Turm

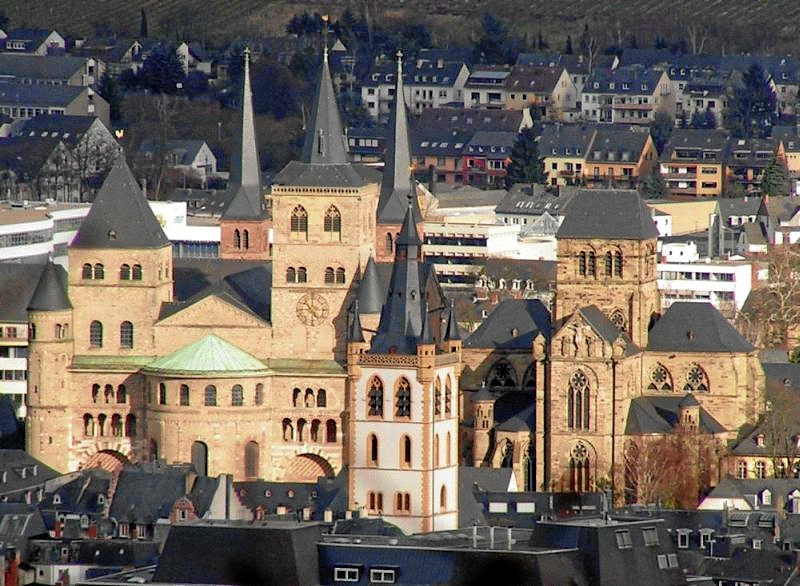
Der Turm von St. Gangolf, dahinter Dom und Liebfrauenkirche von der Mariensäule aus gesehen

Anfang des 14. Jahrhunderts entstanden die ersten vier Geschosse des Westturms. 1507 kamen dank einer Stiftung der Bürgermeisterwitwe Adelheid von Beßlich die beiden oberen Stockwerke mit der Turmgalerie und den vier kleinen Ecktürmchen hinzu. Da der Westturm mit seinen 62 Meter Höhe die Türme des Trierer Doms überragte, ließ Erzbischof Richard von Greiffenklau den Südturm des Doms aufstocken.

## Glocken
Unter den Glocken von St. Gangolf ist die so genannte Lumpenglocke am bekanntesten. 1475 von Nicolaus von Ene gegossen, schlägt sie jeden Abend um 22:00 Uhr und erhielt wie auch andernorts ihren Namen, weil sie früher die abendliche Sperrstunde einläutete. Die Glocke gehört so sehr in die Trierer Lokalkultur, dass ihr Klang sogar in der ersten Radiosendung aus Trier am 16. Juni 1930 über den Äther des Frankfurter Senders ging.
Außerdem beherbergt St. Gangolf die Glocke „Zündel“, eine aus dem Mittelalter stammende Feuerglocke. Die zwei Türmer der Stadt hatten im Brandfall die Aufgabe, tagsüber mit einer Fahne und nachts mit einer Laterne in Richtung des Feuers zu weisen. Der letzte Türmer arbeitete hier bis 1905. Zusätzlich hängen im Turm noch vier weitere läutbare Glocken: die Marien-, die Josefs-, die St.-Barbara- und die St.-Paulinus-Glocke; sie wurden 1995 von Mabilon in Saarburg gegossen. Die Kirchturmuhr hat noch drei kleine, hellklingende Glocken, die zusammen einen Moll-Akkord ergeben. Die Schlagtöne des Gesamtgeläutes sind h°, cis′, e′, fis′ und gis′.

## Friedhof
Auf dem kleinen Priesterfriedhof von St. Gangolf ist neben anderen der Priester und Publizist Georg Friedrich Dasbach beigesetzt, nachdem seine sterblichen Überreste 1959 vom Städtischen Friedhof aus dorthin umgebettet worden waren. Gestorben war er am 11. Oktober 1907 in Bonn. Im Jahr 1875 hatte Dasbach unter anderem das Sanct-Paulinus-Blatt gegründet, die heutige Bistumszeitung Paulinus.